# Adeloneivaia isara
Adeloneivaia isara is een vlinder uit de familie van de nachtpauwogen (Saturniidae), onderfamilie Ceratocampinae.
De wetenschappelijke naam van de soort is voor het eerst geldig gepubliceerd door Paul Dognin in 1905.